# Noi ajupit
El Noi ajupit és una escultura de Miquel Àngel, que es troba al Museu de l'Ermitage a Sant Petersburg.
L'escultura en marbre, és de 54 cm d'altura i representa un jove nu, doblegat sobre si mateix, potser amb la intenció de treure una espina del peu. Encara que no es tracta d'una escultura acabada, les característiques de la cara, el cabell i la forma del cos són ben recognoscibles.
Va pertànyer als Mèdici, i va ser adquirida pel banquer Lyde John Browne, un col·leccionista anglès nomenat per la tsarina Caterina II de Rússia, per comprar les obres d'art a les quals afegir a la seva col·lecció.

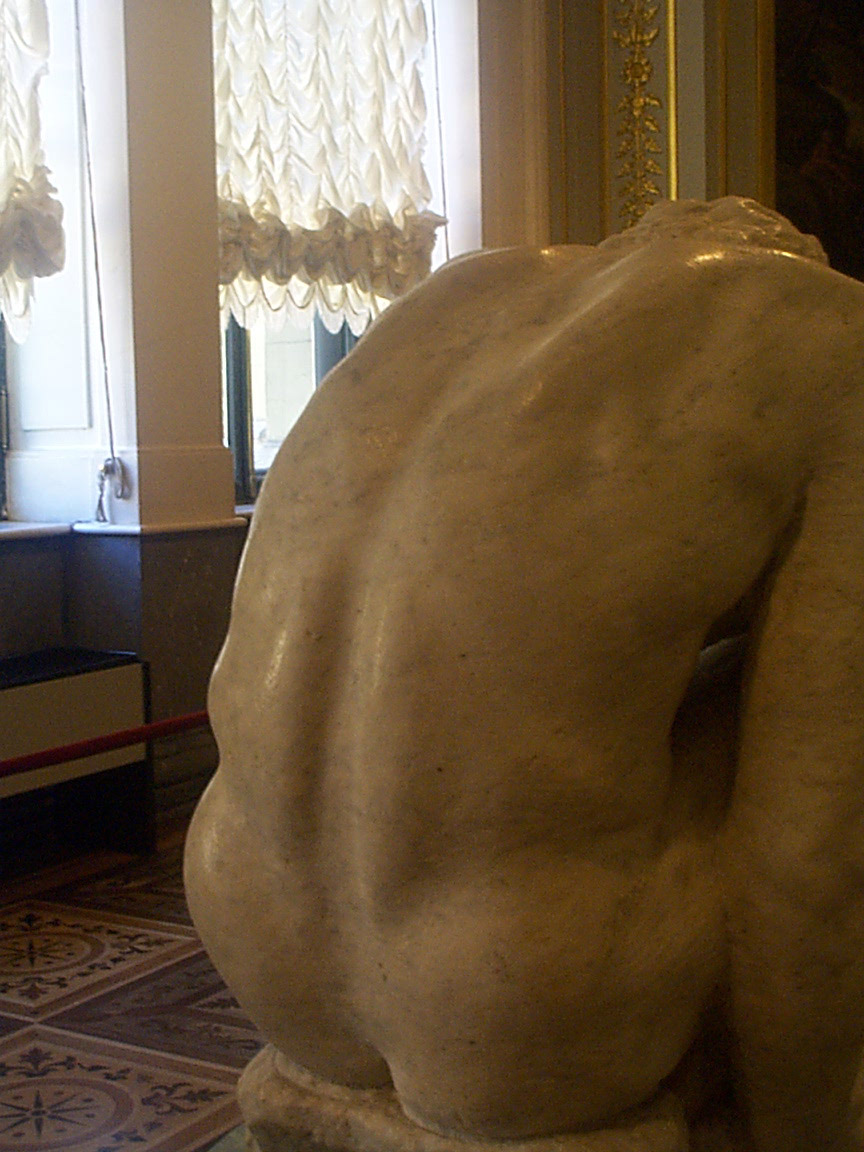
Detall de l'esquena del Noi ajupit.

Només recentment, el treball s'ha atribuït segur, a Miquel Àngel. Això va ser possible gràcies a l'estudiosa alemanya Anny E. Popp, qui el 1923 va relacionar aquesta obra amb un dibuix, emmagatzemat al Museu Britànic de Londres sobre el primer projecte de la Nova Sagristia de la Basílica de San Lorenzo (Florència), l'església que alberga les tombes de la família Mèdici. Al disseny surten dues figures ajupides, situades en el perfil de la tomba dintre de fornícules, dels quals un es sembla al Noi ajupit.
El treball sobre les tombes dels Medici es va iniciar el 1524, mentre que el Noi ajupit es data entre 1530 i 1534, any de la sortida de l'artista a Roma. En el moment en què Miquel Àngel va deixar Florència, l'estàtua va quedar en el terra de la sagristia i, a través de complicats viatges, va ressorgir el 1785 a les sales del Petit Ermitage.
Donat l'objectiu inicial, el disseny d'aquesta estàtua necessita un significat al·legòric, així com s'ha donat una referència a l'estètica d'estil clàssic. Alguns autors consideren que és la representació d'una de les ànimes "no nascut", per al limbe, o simplement com un geni funerari, segons altres, es refereix a la família militar enterrats al monument, pot ser de fet un guerrer o un presoner.